# Iwona Dorobisz
Iwona Dorobisz, po mężu Ziółkowska (ur. 10 października 1980 w Myszkowie) – polska lekkoatletka, sprinterka, mistrzyni i reprezentantka Polski, była żona lekkoatlety Szymona Ziółkowskiego (od 2008.

## Kariera sportowa
Była zawodniczką Budowlanych Częstochowa, AZS-AWF Wrocław i od 2009 AZS Poznań. Pochodzi z miejscowości Żarki. 

### Mistrzostwa Polski
Na mistrzostwach Polski seniorek zdobyła szesnaście medali, w tym jeden złoty: w sztafecie 4 x 100 metrów w 2002, pięć srebrnych: jeden w biegu na 100 metrów w 2003 i cztery w sztafecie 4 x 100 metrów (2000, 2001, 2009, 2010) oraz dziesięć brązowych: trzy w biegu na 100 metrów (2001, 2004, 2009), jeden w biegu na 200 metrów (2004), cztery w sztafecie 4 x 100 metrów (2003, 2005, 2007, 2008) i dwa w sztafecie 4 x 400 metrów (2001, 2002). Dziesięć razy z rzędu (2001-2010) biegła w finale biegu na 100 metrów na mistrzostwach Polski seniorek. 
Na halowych mistrzostwach Polski seniorek zdobyła jedenaście medali, w tym jeden złoty: w biegu na 60 metrów w 2009, sześć srebrnych, w tym cztery na 60 metrów (2002, 2003, 2004, 2006) i dwa na 200 metrów (2001, 2009) oraz cztery brązowe, w tym jeden na 60 metrów (2007) i trzy na 200 metrów (2004, 2006, 2007).

### Występy międzynarodowe
Wielokrotnie reprezentowała Polskę w sztafecie 4 x 100 metrów. W tej konkurencji wystąpiła na mistrzostwach świata w 2005 (8. miejsce, z wynikiem 43,49, z Iwoną Brzezińską, Darią Onyśko i Dorotą Dydo) oraz 2009 (odpadły w półfinale), mistrzostwach Europy w 2006 (odpadły w półfinale), w zawodach Pucharu Europy (w 2003 w I lidze (5. miejsce), następnie trzykrotnie w superlidze Pucharu Europy (2004 (5. miejsce), 2005 (4. miejsce), Pucharu Europy w 2006 (6. miejsce) oraz drużynowych mistrzostwach Europy w 2009 (5. miejsce).

### Rekordy życiowe
Według:
- 100 m: 11,47 (5.09.2009)
- 200 m: 23,76 (20.07.2009)
- 60 m (hala): 7,34 (21.02.2009)